# Power Rangers: Operacja Overdrive
Power Rangers: Operacja Overdrive – piętnasty sezon amerykańskiego serialu dla dzieci i młodzieży Power Rangers, oparty na japońskim serialu tokusatsu Gōgō Sentai Boukenger.
Seria Power Rangers: Operacja Overdrive liczy łącznie 32 odcinki. Premiera produkcji odbyła się 26 lutego 2007 roku w Stanach Zjednoczonych, na antenie stacji Toon Disney/Jetix. Finałowy odcinek został wyemitowany 12 listopada 2007 roku na tym samym kanale.
Polska premiera serii miała miejsce 11 października 2008 roku na antenie stacji Jetix. Wcześniej, bo 27 września 2008 roku, na stronie internetowej kanału w usłudze VOD pojawiły się pierwsze trzy odcinki. Od 16 listopada 2008 do 1 marca 2009 roku serial emitowany był również w Polsacie.
W trakcie premierowej emisji sezonu, świętowane było 15-lecie serialu Power Rangers. Punktem kulminacyjnym obchodów był dwuczęściowy odcinek Once a Ranger, prezentujący gościnnie drużynę rangersów złożoną z członków pięciu różnych zespołów – pierwszego (Adam z Mighty Morphin Power Rangers) oraz czterech poprzednich (Tori z Power Rangers Ninja Storm, Kira z Power Rangers Dino Grzmot, Bridge z Power Rangers S.P.D. i Xander z Power Rangers: Mistyczna moc).

## Fabuła
W historii ludzkości wielokrotnie dobro walczyło ze złem i dobro zawsze dominowało, ale to wszystko może się zmienić. Korona Bogów, okraszona siedmioma wspaniałymi klejnotami z siedmiu galaktyk, może obdarzyć swojego właściciela największą mocą. Pisali o niej już starożytni, ale odrzucona jako mityczny folklor została zapomniana, do czasu jej ponownego odkrycia. Ciemne moce z przeszłości przebudziły i się i poszukują siedmiu zaginionych klejnotów. Jeżeli je odnajdą i umieszczą w koronie, zło stanie się nie do powstrzymania. Pięciu dzielnych nastolatków zostaje wyznaczonych do globalnej wyprawy w poszukiwaniu dawno zaginionych klejnotów. Ich misja wypełniona jest akcją, przygodą, spektakularnymi pojedynkami i łamigłówkami do rozwiązania. Klejnoty muszą zostać odnalezione i zabezpieczone, w przeciwnym razie Korona Bogów dostanie się w ręce sił zła. Losy naszej planety i całego wszechświata spoczywa na barkach nowej drużyny – Power Rangers: Operacja Overdrive.

## Obsada
Poniższa lista przedstawia głównych bohaterów serialu Power Rangers: Operacja Overdrive wraz z nazwiskami odtwórców ról.

### Rangersi
| Ranger                     | Postać         | Aktor            |
| -------------------------- | -------------- | ---------------- |
| Czerwony Overdrive Ranger  | Mack Hartford  | James MacLurcan  |
| Czarny Overdrive Ranger    | Will Aston     | Samuell Benta    |
| Niebieski Overdrive Ranger | Dax Lo         | Gareth Yuen      |
| Żółta Overdrive Rangerka   | Ronny Robinson | Caitlin Murphy   |
| Różowa Overdrive Rangerka  | Rose Ortiz     | Rhoda Montemayor |
| Merkury Ranger             | Tyzonn         | Dwayne Cameron   |

### Sprzymierzeńcy
- Rycerz Sentinel (głos: Nic Sampson) – mistyczny wojownik i strażnik korony Aurora.
- Andrew Hartford (Rod Lousich) – ojciec Macka i mentor drużyny.
- Spencer (David Weatherley) – służący Hartforda.
- Vella (Beth Allen) – narzeczona Tyzonna.

#### Rangersi z poprzednich serii
| Ranger                    | Seria          | Postać        | Aktor                |
| ------------------------- | -------------- | ------------- | -------------------- |
| Czarny Ranger             | Mighty Morphin | Adam Park     | Johnny Yong Bosch    |
| Niebieska Rangerka Wiatru | Ninja Storm    | Tori Hanson   | Sally Martin         |
| Żółta Dino Rangerka       | Dino Grzmot    | Kira Ford     | Emma Lahana          |
| SPD Czerwony Ranger       | SPD            | Bridge Carson | Matt Austin          |
| Zielony Mistyczny Ranger  | Mistyczna moc  | Xander Bly    | Richard Brancatisano |

### Wrogowie
- Flurious (Gerald Urquhart) – mieszka w lodowej jaskini na lodowcu, dowodzi armią Chillerów. Nieustannie walczy ze swoim bratem, Moltorem.
- Moltor (Mark Ferguson) – od zarania dziejów rywalizujący ze swoim bratem w poszukiwaniach klejnotów do korony bogów. Żyje w murach wulkanów i dowodzi armią Jaszczurek Lawy (ang.: Lava Lizards).
- Miratix (Ria Vandervis) – służąca Kamdora.
- Kamdor (Adam Gardiner) – zwierzchnik Miratix, który po uwolnieniu obrócił się przeciwko niej.

## Muzyka tytułowa
Power Rangers Operation Overdrive, to muzyka tytułowa serii Power Rangers: Operacja Overdrive, wykorzystana m.in. w czołówce serialu. Dodatkowo utwór pojawiał się wielokrotnie w trakcie odcinków, w wersji z wokalem oraz instrumentalnej.
Wykonawcą utworu w oryginalnej wersji językowej jest Transcenders, przy udziale J7 D'Star.

## Wersja polska
Reżyseria: Tomasz Marzecki

Dialogi:
- Hanna Górecka (odc. 1–3, 6–8, 17–18, 23, 25–28),
- Aleksandra Drzazga (odc. 4–5, 9–16, 19–22, 24, 29–32)

Dźwięk i montaż: Krzysztof Podolski

Kierownictwo produkcji: Marzena Omen-Wiśniewska

i inni

## Spis odcinków
| Legenda: 24.09.2008 – W przypadku sezonu, którego premierową emisję prowadziły 2 stacje telewizyjne, pierwszą premierę w Polsce oznaczono pogrubieniem. |

| Premiera w USA                                     | Premiera w Polsce              | Premiera w Polsce | N/o | Nr w serii | Polski tytuł            | Angielski tytuł      |
| Premiera w USA                                     | Jetix                          | Polsat            | N/o | Nr w serii | Polski tytuł            | Angielski tytuł      |
| -------------------------------------------------- | ------------------------------ | ----------------- | --- | ---------- | ----------------------- | -------------------- |
|                                                    |                                |                   |     |            |                         |                      |
| SEZON PIĘTNASTY – POWER RANGERS OPERACJA OVERDRIVE |                                |                   |     |            |                         |                      |
|                                                    |                                |                   |     |            |                         |                      |
| 26.02.2007                                         | 24.09.2008 (online) 11.10.2008 | 16.11.2008        | 605 | 01         | Włącz Overdrive         | Kick Into Overdrive  |
|                                                    |                                |                   |     |            | Włącz Overdrive         | Kick Into Overdrive  |
| 26.02.2007                                         | 24.09.2008 (online) 12.10.2008 | 16.11.2008        | 606 | 02         | Włącz Overdrive         | Kick Into Overdrive  |
|                                                    |                                |                   |     |            |                         |                      |
| 05.03.2007                                         | 24.09.2008 (online) 18.10.2008 | 23.11.2008        | 607 | 03         | Podwodny świat          | The Underwater World |
|                                                    |                                |                   |     |            |                         |                      |
| 12.03.2007                                         | 19.10.2008                     | 23.11.2008        | 608 | 04         | Niebieskie serce        | Heart of Blue        |
|                                                    |                                |                   |     |            |                         |                      |
| 19.03.2007                                         | 25.10.2008                     | 30.11.2008        | 609 | 05         | Fabryka pogody          | Weather or Not       |
|                                                    |                                |                   |     |            |                         |                      |
| 26.03.2007                                         | 26.10.2008                     | 30.11.2008        | 610 | 06         | Różowy pirat            | Pirate in Pink       |
|                                                    |                                |                   |     |            |                         |                      |
| 02.04.2007                                         | 01.11.2008                     | 07.12.2008        | 611 | 07         | Za wszelką cenę         | At All Costs         |
|                                                    |                                |                   |     |            |                         |                      |
| 09.04.2007                                         | 02.11.2008                     | 07.12.2008        | 612 | 08         | Po obu stronach         | Both Sides Now       |
|                                                    |                                |                   |     |            |                         |                      |
| 30.04.2007                                         | 08.11.2008                     | 14.12.2008        | 613 | 09         | Podążaj za rangerem     | Follow the Ranger    |
|                                                    |                                |                   |     |            |                         |                      |
| 07.05.2007                                         | 09.11.2008                     | 14.12.2008        | 614 | 10         | Światła, kamera, Dax    | Lights, Camera, DAX  |
|                                                    |                                |                   |     |            |                         |                      |
| 14.05.2007                                         | 15.11.2008                     | 21.12.2008        | 615 | 11         | Twarzą w twarz          | Face to Face         |
|                                                    |                                |                   |     |            | Twarzą w twarz          | Face to Face         |
| 21.05.2007                                         | 16.11.2008                     | 21.12.2008        | 616 | 12         | Twarzą w twarz          | Face to Face         |
|                                                    |                                |                   |     |            |                         |                      |
| 04.06.2007                                         | 22.11.2008                     | 28.12.2008        | 617 | 13         | Człowiek z Merkurego    | Man of Mercury       |
|                                                    |                                |                   |     |            | Człowiek z Merkurego    | Man of Mercury       |
| 04.06.2007                                         | 23.11.2008                     | 28.12.2008        | 618 | 14         | Człowiek z Merkurego    | Man of Mercury       |
|                                                    |                                |                   |     |            |                         |                      |
| 11.06.2007                                         | 29.11.2008                     | 04.01.2009        | 619 | 15         | Za kulisami             | Behind The Scenes    |
|                                                    |                                |                   |     |            |                         |                      |
| 18.06.2007                                         | 30.11.2008                     | 04.01.2009        | 620 | 16         | Taki jak ja             | Just Like Me         |
|                                                    |                                |                   |     |            |                         |                      |
| 02.07.2007                                         | 10.01.2009                     | 11.01.2009        | 621 | 17         | Czas młota              | It’s Hammer Time     |
|                                                    |                                |                   |     |            |                         |                      |
| 09.07.2007                                         | 11.01.2009                     | 11.01.2009        | 622 | 18         | Pech                    | Out of Luck          |
|                                                    |                                |                   |     |            |                         |                      |
| 16.07.2007                                         | 17.01.2009                     | 18.01.2009        | 623 | 19         | Jeden się wymknął       | One Gets Away        |
|                                                    |                                |                   |     |            |                         |                      |
| 23.07.2007                                         | 18.01.2009                     | 18.01.2009        | 624 | 20         | Niegdyś Ranger          | Once a Ranger        |
|                                                    |                                |                   |     |            | Niegdyś Ranger          | Once a Ranger        |
| 23.07.2007                                         | 24.01.2009                     | 25.01.2009        | 625 | 21         | Niegdyś Ranger          | Once a Ranger        |
|                                                    |                                |                   |     |            |                         |                      |
| 06.08.2007                                         | 25.01.2009                     | 25.01.2009        | 626 | 22         | Piękny dzień            | One Fine Day         |
|                                                    |                                |                   |     |            |                         |                      |
| 20.08.2007                                         | 31.01.2009                     | 01.02.2009        | 627 | 23         | Wyczerpana Ronny        | Ronny on Empty       |
|                                                    |                                |                   |     |            | Wyczerpana Ronny        | Ronny on Empty       |
| 27.08.2007                                         | 01.02.2009                     | 01.02.2009        | 628 | 24         | Wyczerpana Ronny        | Ronny on Empty       |
|                                                    |                                |                   |     |            |                         |                      |
| 10.09.2007                                         | 07.02.2009                     | 08.02.2009        | 629 | 25         | Tajemnica               | Things Not Said      |
|                                                    |                                |                   |     |            |                         |                      |
| 01.10.2007                                         | 08.02.2009                     | 08.02.2009        | 630 | 26         | Czerwony Ranger Rockuje | Red Ranger Unplugged |
|                                                    |                                |                   |     |            |                         |                      |
| 08.10.2007                                         | 14.02.2009                     | 15.02.2009        | 631 | 27         | Blisko i daleko         | Home and Away        |
|                                                    |                                |                   |     |            | Blisko i daleko         | Home and Away        |
| 15.10.2007                                         | 15.02.2009                     | 15.02.2009        | 632 | 28         | Blisko i daleko         | Home and Away        |
|                                                    |                                |                   |     |            |                         |                      |
| 22.10.2007                                         | 21.02.2009                     | 22.02.2009        | 633 | 29         | Jak za dawnych czasów   | Way Back When        |
|                                                    |                                |                   |     |            |                         |                      |
| 29.10.2007                                         | 22.02.2009                     | 22.02.2009        | 634 | 30         | Dwóch upadłych wrogów   | Two Fallen Foes      |
|                                                    |                                |                   |     |            |                         |                      |
| 05.11.2007                                         | 28.02.2009                     | 01.03.2009        | 635 | 31         | Nic do stracenia        | Nothing to Lose      |
|                                                    |                                |                   |     |            |                         |                      |
| 12.11.2007                                         | 01.03.2009                     | 01.03.2009        | 636 | 32         | Korona i kara           | Crown and Punishment |
|                                                    |                                |                   |     |            |                         |                      |